# Zbigniew Kobyliński
Zbigniew Kobyliński (ur. 14 grudnia 1953 w Gdańsku) – polski archeolog. Syn Lecha Kobylińskiego i Stefanii Kobylińskiej z d. Mierzejewskiej.
Specjalista w dziedzinie archeologii wczesnej epoki żelaza, okresu wpływów rzymskich i wczesnego średniowiecza w Europie, teoretyk i praktyk w dziedzinie ochrony zabytków archeologicznych. Były prezes Stowarzyszenia Naukowego Archeologów Polskich.

## Kariera zawodowa
Profesor doktor habilitowany, profesor zwyczajny Uniwersytetu Kardynała Stefana Wyszyńskiego, gdzie kieruje Instytutem Archeologii oraz Instytutu Archeologii i Etnologii PAN.
W latach 1995–1999 był zastępcą Generalnego Konserwatora Zabytków – Głównym Archeologiem Kraju, w latach 1997–1999 reprezentował Polskę w organizacji Europae Archaeologiae Consilium afiliowanej przy Radzie Europy.
Był członkiem zarządu  międzynarodowej organizacji European Association of Archaeologists (Europejskie Stowarzyszenie Archeologów) i reprezentantem Polski w Komitecie ds. Zarządzania Dziedzictwem Archeologicznym Międzynarodowej Rady ds. Zabytków i Miejsc Zabytkowych (ICAHM-ICOMOS). Obecnie jest członkiem rady naukowej Państwowego Muzeum Archeologicznego i członkiem Kolegium Doradczego Dyrektora Muzeum Pałacu Króla Jana III w Wilanowie ds. konserwatorskich.
Od 1991 r. redaktor periodyku „Archaeologia Polona”. Autor licznych prac i publikacji naukowych  z dziedziny archeologii oraz ochrony i zarządzania zabytkami archeologicznymi.
Wykładał na uniwersytetach w Lund i Umeå w Szwecji, w Ratyzbonie, Bambergu, Erlangen i Moguncji w Niemczech oraz UCLA w Stanach Zjednoczonych.
W 2021 odznaczony Krzyżem Kawalerskim Orderu Odrodzenia Polski, w 2015 otrzymał Złoty Krzyż Zasługi.

## Wykopaliska
Kierował m.in. następującymi wykopaliskami archeologicznymi:
- Wyszogród nad Wisłą – osada z początków wczesnego średniowiecza (1981–1985)
- Haćki na Podlasiu – grodzisko i osady od wczesnej epoki żelaza po wczesne średniowiecze (1986–1992)
- Altdorf w Bawarii – osada wczesnoceltycka (1992–1995)
- Pfettrach w Bawarii – osada i cmentarzysko wczesnośredniowieczne (1994)
- Biehla w Saksonii – gród obronny kultury łużyckiej (2000–2004)
- Starosiedle w ziemi lubuskiej – gród obronny kultury łużyckiej (2001–2004)
- Witaszkowo w ziemi lubuskiej – stanowisko kultowe kultury łużyckiej (2001–2004)
- Pirna w Saksonii – miasto średniowieczne (2005)
- Heuersdorf w Saksonii – wieś średniowieczna i nowożytna (2006)
- Rosenhof w Saksonii-Anhalt – grodzisko słowiańskie i osada wczesnośredniowieczna (2007–2008)

## Publikacje
Najważniejsze publikacje książkowe:
- Struktury osadnicze na ziemiach polskich u schyłku starożytności i w początkach wczesnego średniowiecza (1988).
- Teoretyczne podstawy konserwacji dziedzictwa archeologicznego (2001).
- Archeologia lotnicza w Polsce: osiem dekad wzlotów i upadków (2005).
- Haćki. Zespół przyrodniczo-archeologiczny na Równinie Bielskiej (2005, wraz z J.B. Falińskim, A. Berem, W. Szymańskim i A. J. Kwiatkowską-Falińską).
- Własność dziedzictwa kulturowego (2009).

Redakcja naukowa i współautorstwo książek:
- Myśl przez pryzmat rzeczy (1988, wraz z Bogdanem Lichym i Przemysławem Urbańczykiem).
- Międzynarodowe zasady ochrony i konserwacji dziedzictwa archeologicznego (1998).
- Pierwsza pomoc dla zabytków archeologicznych (1998).
- Ewidencja, eksploracja i dokumentacja w praktyce konserwatorstwa archeologicznego (1998).
- Ochrona dziedzictwa archeologicznego w Europie (1998).
- Krajobraz archeologiczny (1999).
- Zabytki i społeczeństwo (1999, wraz z Krystyną Gutowską).
- Tadeusz R. Żurowski i konserwatorstwo archeologiczne w Polsce XX wieku (1999, wraz z Jackiem Wysockim).
- Wykrywacze metali a archeologia (1999, wraz z Wojciechem Brzezińskim).
- Metodyka ratowniczych badań archeologicznych (1999).
- Metodyka badań archeologiczno-architektonicznych (1999).
- Quo vadis archaeologia? Whither European archaeology in the 21st century? (2001).
- Hereditatem cognoscere (2004).